# Кондолово
Ко̀ндолово е село в Югоизточна България, община Царево, област Бургас.

## География
Село Кондолово се намира на около 48 km юг-югоизточно от центъра на областния град Бургас, около 16 km югозападно от общинския център Царево и около 18 km североизточно от град Малко Търново. Разположено е в южната част на странджанския планински рид Босна, на вододела между речните системи на река Велека от юг и река Оряшка от север. Надморската височина в центъра на селото при храма „Свети Георги“ е около 305 m.
През Кондолово минава второкласният републикански път II-99, който на югозапад води през село Граматиково към град Малко Търново, а на североизток – през село Изгрев, Царево, село Лозенец, градовете Китен, Приморско и Черноморец до връзка югозападно от квартал Крайморие на град Бургас с първокласния републикански път I-9 (Европейски път Е87). Селото има и на северозапад през село Визица пътна връзка с първокласния републикански път I-9 (Е87).
Землището на село Кондолово граничи със землищата на: село Визица на северозапад; село Фазаново на север; село Велика на североизток; село Изгрев на североизток; село Българи на изток; село Граматиково на юг и запад.
Населението на село Кондолово, наброявало 339 души при преброяването към 1934 г. и 388 към 1946 г., намалява до 87 към 1975 г. и 11 (по текущата демографска статистика за населението) към 2021 г.
При преброяването на населението към 1 февруари 2011 г., от обща численост 14 лица, за 14 лица е посочена принадлежност към „българска“ етническа група.

## История
Североизточно от селото в местността Влахово има тракийска и късноантична крепост – „Мързовското кале“. Това е малка крепост с площ около 1 dka и стена от ломен камък без спойка. Непосредствено до нея се намира тракийско селище. На отсрещния югоизточен бряг на реката има крепост. На това място, в местността, наречена „Рупите“, има следи от древна металургична дейност. В землището на Кондолово са познати 3 могилни некропола. Единият се намира в местността „Писан камък“ североизточно от селото, на десния бряг на река Тисовица. Той включва 40 малки могили с каменни кръгове. На 0,5 km североизточно от него има втори некропол с приблизително 100 малки могилки. Третият некропол е в местността Камила и включва около 50 могилки. В местността Трънът се намира манастирът „Свети Георги“.
С името Мързова селото фигурира в данъчни регистри на кааза (окръг) Анхиало през 17 – 18 век. Според спомени, препредавани през вековете, Кондолово е основано от жители на Урдовиза (днес Китен), избягали от лазите (кавказките пирати). В 18 век селото било обезлюдено от чума. В края на века пострадало и от кърджалийските грабежи. През 1821 г. видни българи от селото участват в гръцкото революционно движение (Филики етерия) и са наказани със смърт. Има едно преселение в Южна Русия през 1830 г. и връщане обратно след две години. В края на века Мързево фигурира върху картата на Хайнрих Киперт.
Поп Георги Стоянов Джелебов е в основата на борбата на селото за независима църква и национална свобода. Той организирал по-будни и родолюбиви българи в Бургас и създал българска община с цел откриване на българска църква и училище, и тръгнал наново по селата. В с. Граматиково след посещението на поп Георги първи се отказал от гръцката църква Коста Полименов. Последвал го цялото село, а след тях селяните от Ургари (Българи) и Мързово (Кондолово).
По време на Освобождението селото наброявало около 100 къщи. Тези, които не искали да останат в Турция при установяване на границата, се преселват в Приморско, Преображенци, Козичане и Галата. 1903 година заварва селото с 80 къщи. Цялото население било българско. Турци били само пъдарят и митничарят.
При потушаването на Илинденско-Преображенското въстание през 1903 година Мързово силно пострадва. Всичките 45 къщи са ограбени. Свободата идва тук едва след Балканската война. Преброяването в 1926 година отбелязва 68 къщи и 323 жители, от които 30 бежанци. Сега има 40 жители.
На 22 май 1950 година селото е преименувано на Кондолово в чест на войводата Георги Кондолов.

## Население
Преброяване на населението през 2011 г.
Численост и дял на етническите групи според преброяването на населението през 2011 г.:
|                     | Численост |
| Общо                | 14        |
| Българи             | 14        |
| Турци               | -         |
| Цигани              | -         |
| Други               | -         |
| Не се самоопределят | -         |
| Неотговорили        | -         |

## Религии
- Православен храм „Свети Георги“.

## Културни и природни забележителности
Село Кондолово е едно от малкото села със запазена типична странджанска архитектура от края на 19 и началото на 20 век. Забележителност са предимно старите къщи запазили самобитната местна архитектура. В околностите на Кондолово има останки от крепости, няколко могилни некрополи и стар, вероятно римски, път в посока към Велика.

## Личности
Родени в Кондолово
- Иван Грудов – Зелениката, български революционер от ВМОРО[8]
- Киро Костадинов, войвода на смъртната дружина на Мързево по време на Илинденско-Преображенското въстание[9]
- Петър Иванов – Копринчето, български революционер от ВМОРО, четник в Одринско през 1903 година[10]
- Продан Киряков (1854-1937) – бивш кмет на Бургас
- Саватин Димитров Прелезов – младши подофицер, убит на 4.11.1912 г. при щурмуване на Чаталджанската позиция. Тези боеве са под пряката команда на цар Фердинанд и завършват неуспешно за българската армия.
- Иван Гаваните – войвода от Тодоровия род (Гащевци) преселили се в Галата след Освобождението.

## Други
В селото има база на Държавна дивечовъдна станция – с. Граматиково.